# Покончим с последовательностью
«Покончим с последовательностью» — последний эпизод двадцатого сезона мультсериала «Южный парк». Вышел 7 декабря 2016 года в США. В России премьера состоялась 15 декабря 2016 года на телеканале Paramount Comedy.

## Сюжет
В SpaceX создают мощный источник энергии, который сможет отправлять людей на Марс. Эрик считает, что Хайди хочет уйти от него, поэтому он пытается убедить сотрудников SpaceX, что полёт на Марс — плохая идея.
Кайл со своими одноклассниками и Айком пытаются продолжить троллинг своего отца, но Шейла прерывает их работу и они сбегают из дома. Шейла ищет их на улице и заходит домой к Лоре Такер. Лора рассказывает ей, что посмотрела интернет-историю своего мужа, которая стала доступна 15 минут назад. Шейла решает посмотреть историю Айка, но не находит в ней ничего, что относится к троллингу, однако Лора настаивает её посмотреть историю запроса своего мужа.
В Пентагоне понимают, что единственный способ закрыть доступ к интернет-истории — перегрузка сети интернет. В этом им помогают Кайл, Айк, команда троллей, работники антитроллинговой компании и источник энергии в SpaceX.
Джеральд покидает зал переговоров антитроллинговой компании. Он собирается выключить защиту сервера от перегрузки, что приведёт к их уничтожению. На последнем этапе ему пытается помешать директор антитроллинговой компании. В SpaceX Картман, сообщив по громкой связи о заложенной бомбе, просит весь персонал покинуть помещение. Баттерс готовит генератор энергии к перегрузке. Пентагон перенаправляет весь интернет-трафик через SpaceX.
SpaceX взрывается. Шейла не успевает посмотреть интернет-историю Джеральда. Мир возвращается к нормальной жизни. Мистер Гаррисон занимает место в овальном кабинете. Джеральд возвращается домой. Старик из Флориды отправляет первое письмо в «новом интернете». Содержимое этого письма оказывается троллингом.

## Приём
В целом серия была принята довольно прохладно. Издание IGN поставило эпизоду 6.6 баллов из 10 отметив, что «в было много смешных моментов, но также и много оборванных сюжетных нитей». Сайт 411mania поставил 3 балла из 10 описав это, как «разочаровывающий конец неудачного сезона». В The A.V. Club эпизод был оценён в «C+». От Den of Geek серия получила 4 звезды из 5.

## Интересные факты